# Cestrum chiapense
Cestrum chiapense là loài thực vật có hoa trong họ Cà. Loài này được Brandegee mô tả khoa học đầu tiên năm 1915.